# کاپتاوانک (کاپوتان)
کاپتاوانک (کلیسای میناس مقدس) (ارمنی: Կապտավանք (Սուրբ Մինաս եկեղեցի)؛ انگلیسی: Kaptavank) یک کلیسا متعلق به کلیسای حواری ارمنی واقع در شهر کاپوتان، استان کوتایک ارمنستان می‌باشد. ساخت و ساز این ساختمان در سده ۱۴ام میلادی؛ به پایان رسید. این بنا به سبک معماری ارمنی طراحی شده است.

## نگارخانه

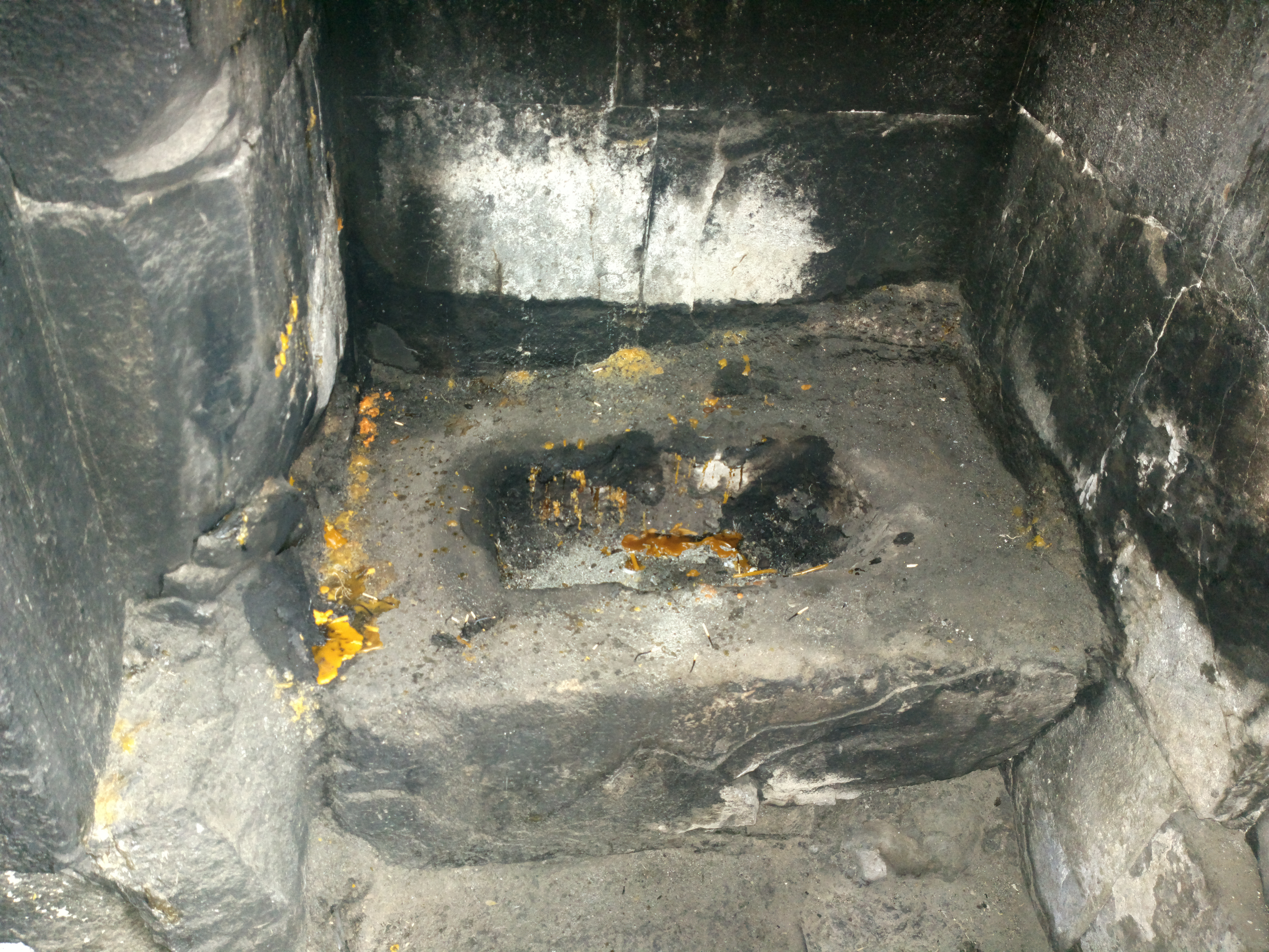
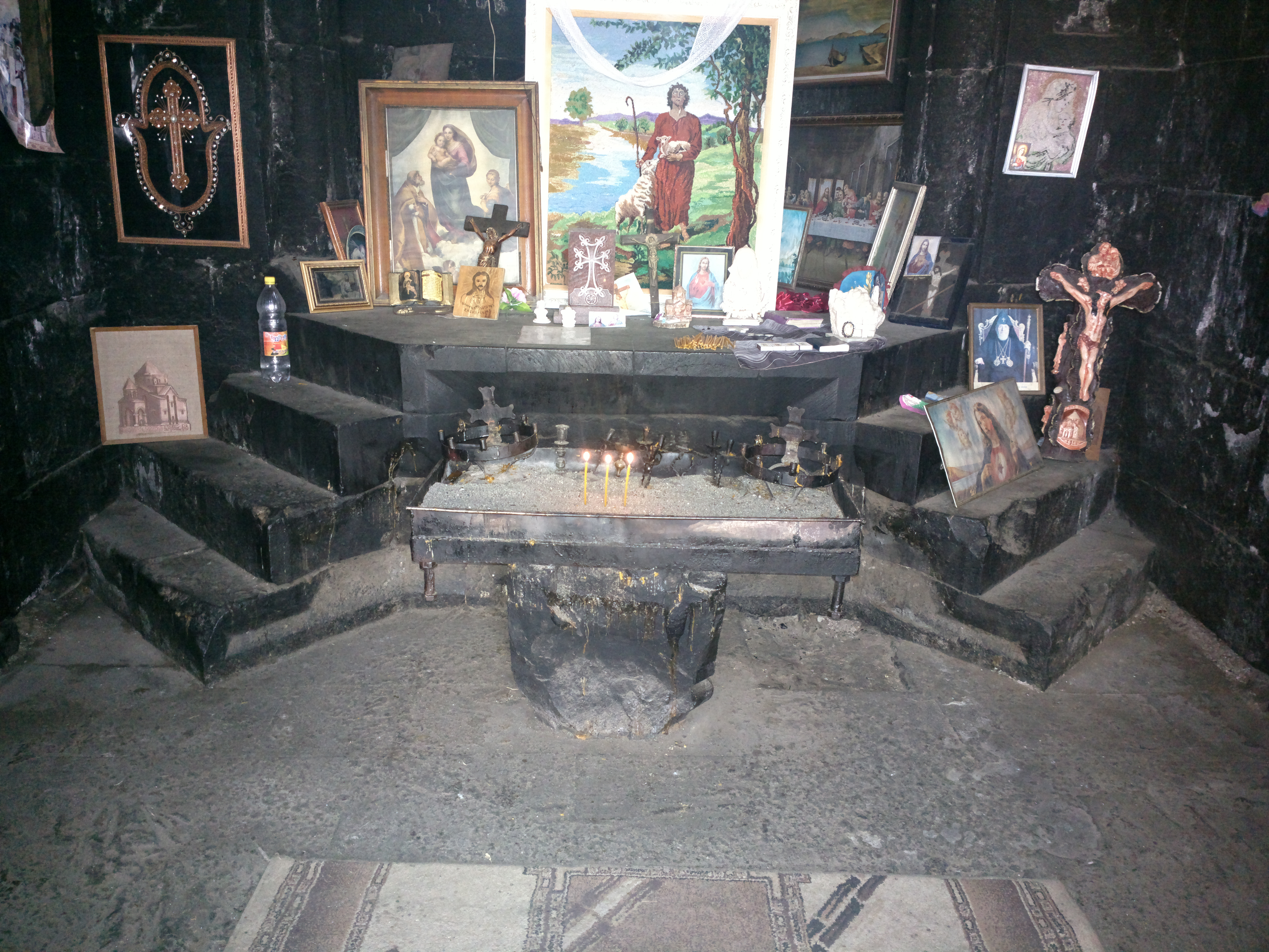
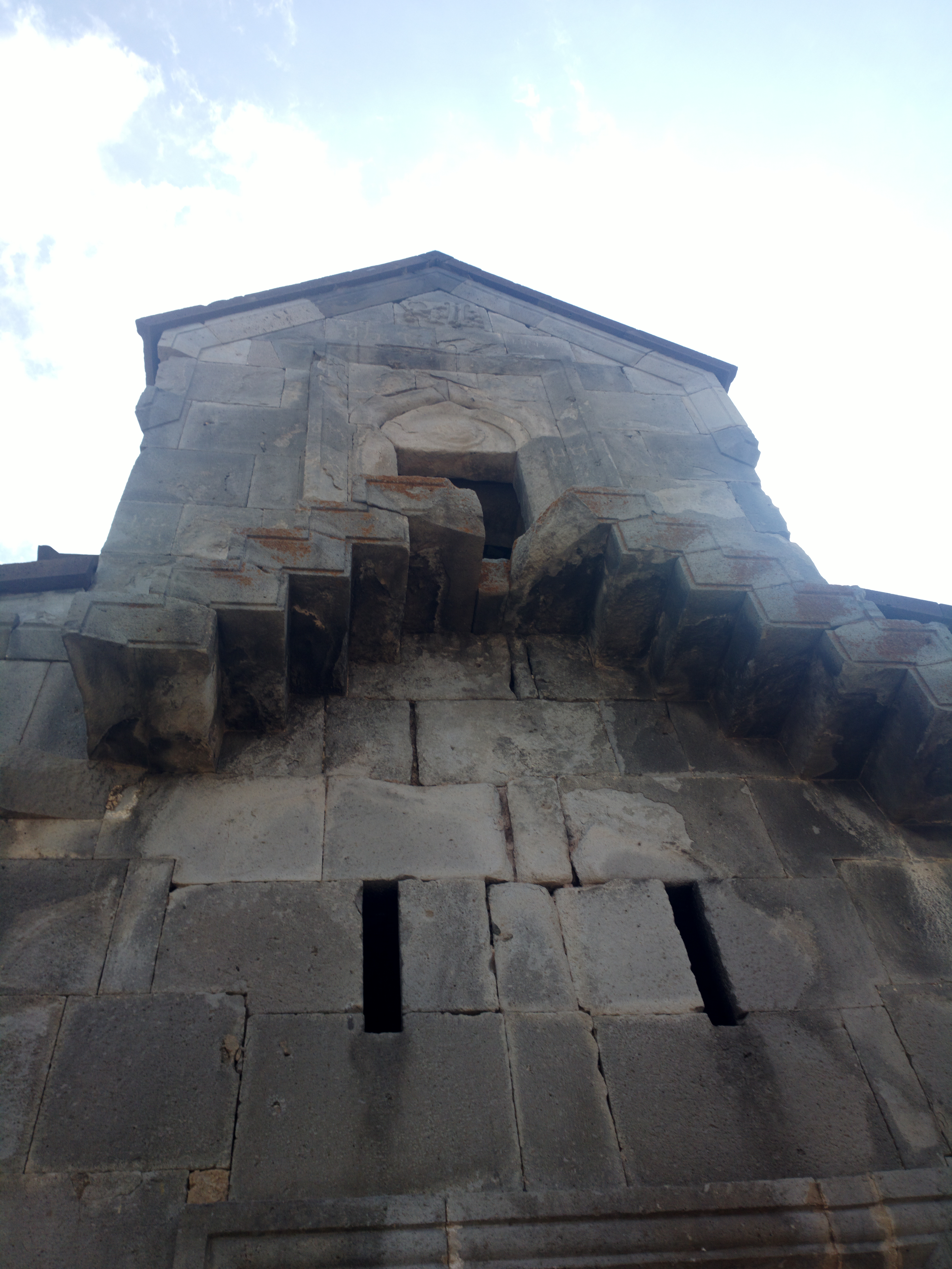
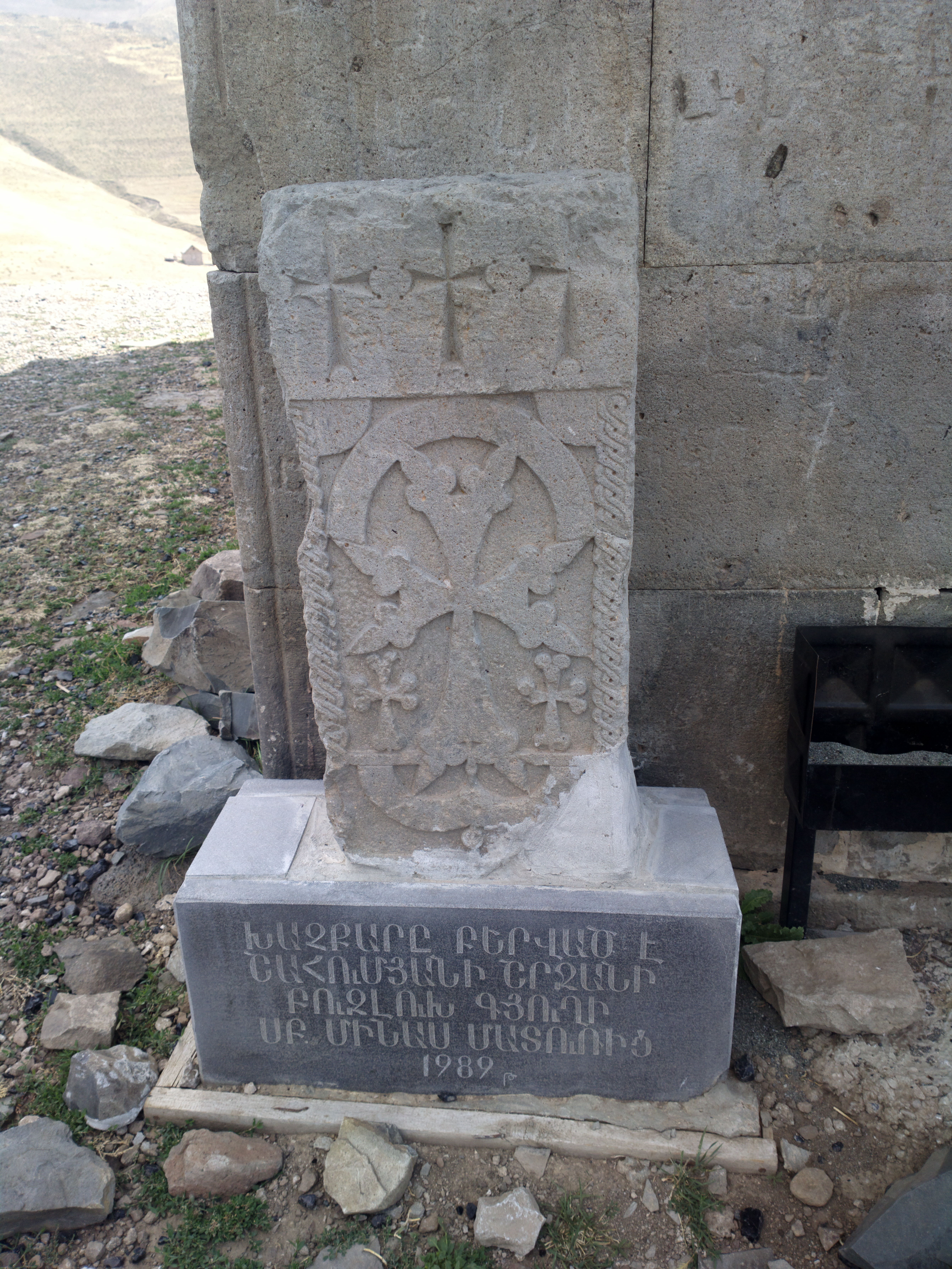
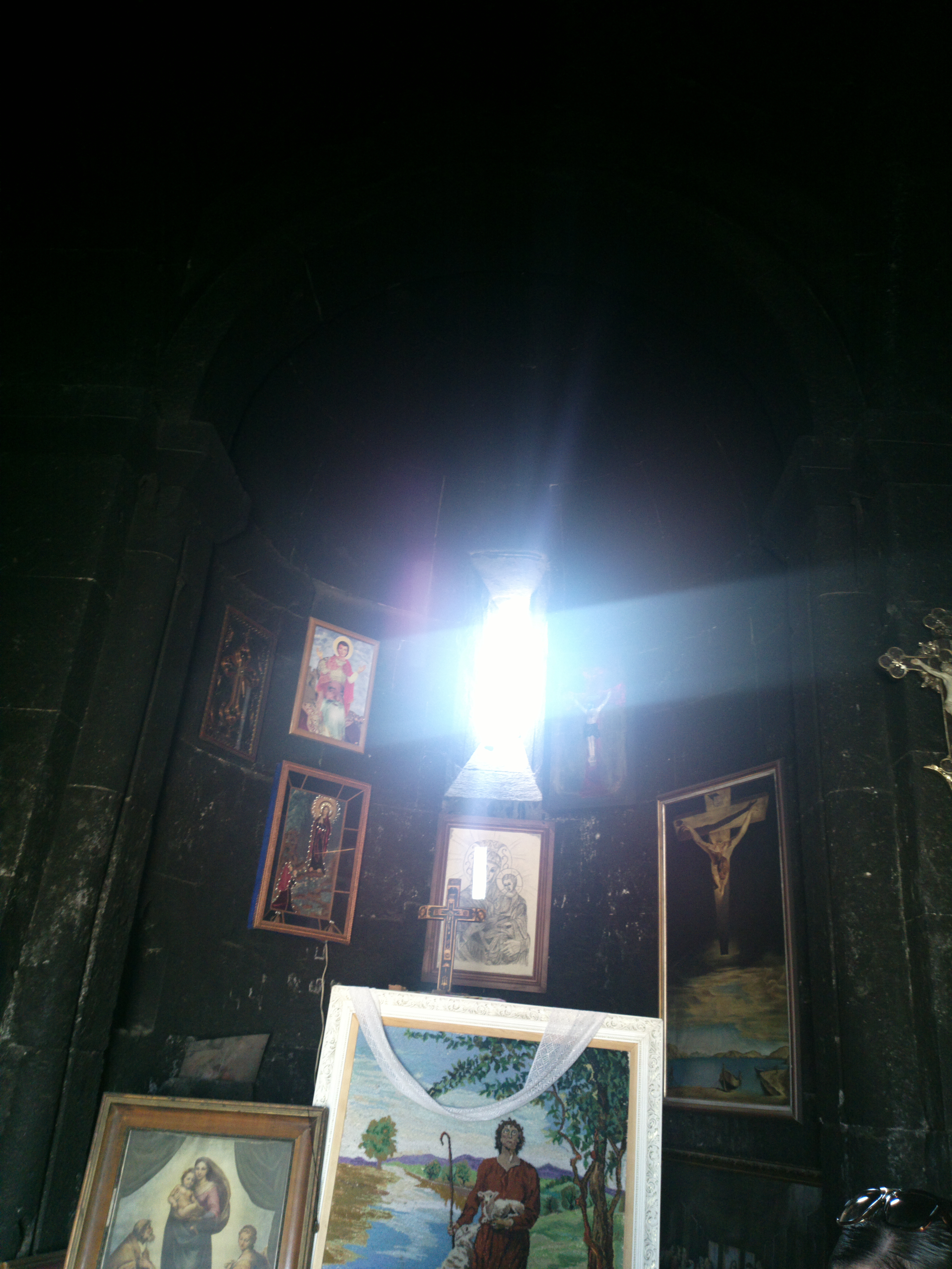
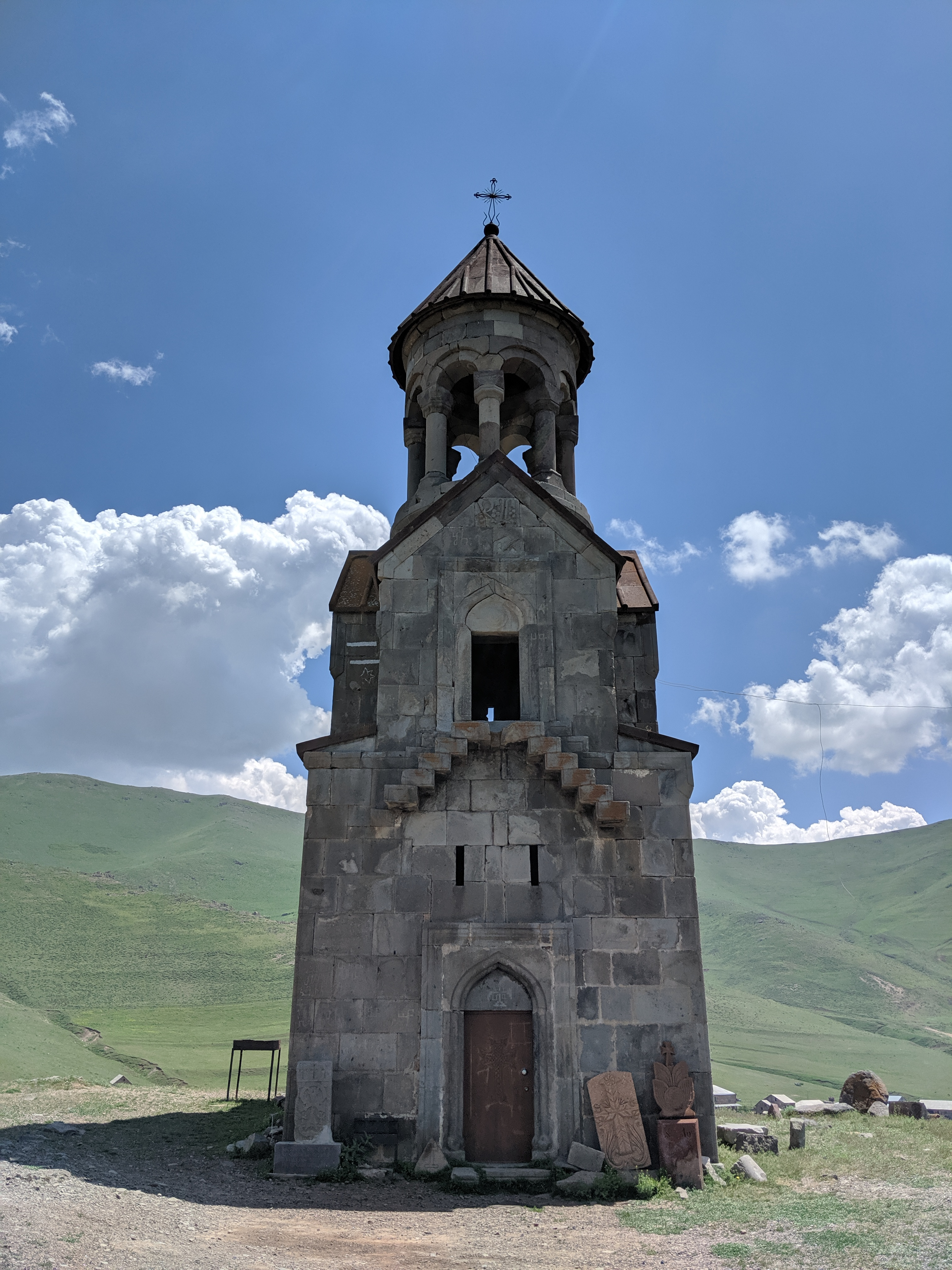